# 寺内ダム

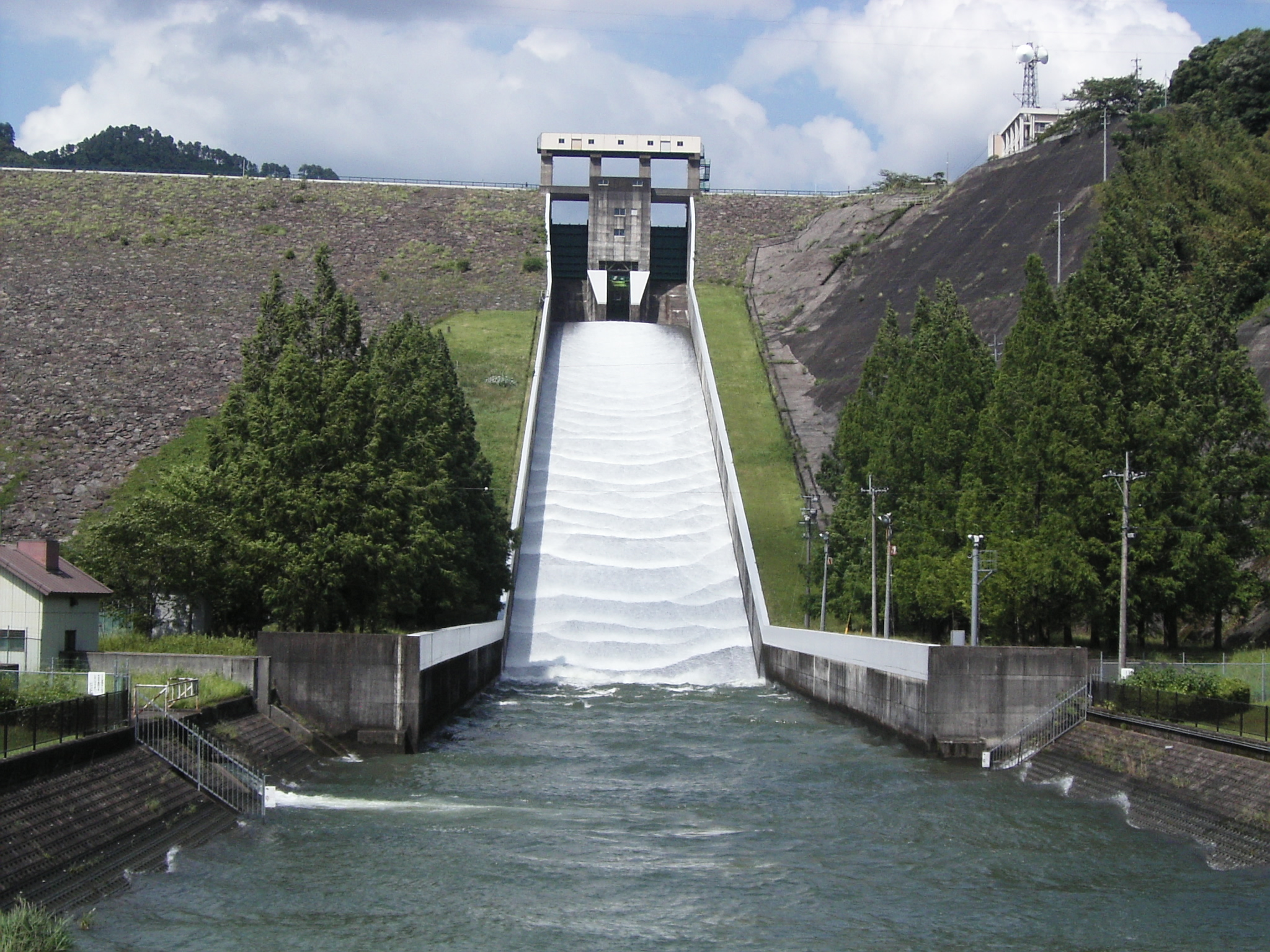
放流のようす

寺内ダム（てらうちダム）は、福岡県朝倉市、一級河川・筑後川水系佐田川に建設されたダムである。

## 概要
独立行政法人水資源機構が管理する高さ83.0メートルのロックフィルダムで、筑後川水系のダムの中では下筌ダム（津江川）に次いで高いダムである。佐田川及び筑後川下流の治水と、福岡市、久留米市をはじめとする両筑地域への利水を目的に建設された多目的ダムで、松原・下筌ダム、江川ダム、筑後大堰及び合所ダムなどと連携して北部九州の治水と利水に重要な役割を担う。
ダムによって形成された人造湖は所在地の旧名を採って美奈宜湖（みなぎこ）と命名され、2005年（平成17年）に当時の甘木市からの推薦を受けて一般財団法人水源地環境センターが選定するダム湖百選に選ばれている。

## 経緯
1964年（昭和39年）に筑後川水系は「水資源開発促進法」に基づく「水資源開発水系」に指定され、「筑後川水系水資源開発基本計画」（フルプラン）が策定された。この中で寺内ダムは北部九州の水需要を賄うべく江川ダム（小石原川）と共に計画され、1970年（昭和45年）より着手された。
ダムの型式はロックフィルダム、高さは83mで1978年（昭和53年）に完成した。目的は洪水調節・不特定利水・灌漑・上水道であり、朝倉市等に上水道・農業用水を供給する両筑平野用水の水源となっているほか、本ダムと江川ダムと合わせて、筑後大堰において福岡導水を介した福岡地方の9市9町村 への各種用水供給、筑後導水を介した筑後地方の6市8町村 への上水道・工業用水・農業用水の供給、更に佐賀東部導水を介して佐賀県東部2市17町村 への上水道・工業用水・農業用水の水源の一つとしての役割を果たしている。福岡導水・筑後導水の供給割当量（次表）上、重要なダムである。
| 取水者                              | 小計 | 内              | 内                 | 内       | 内       |
| 取水者                              | 小計 | 筑後大堰        | 江川ダム・寺内ダム | 合所ダム | 大山ダム |
| ----------------------------------- | ---- | --------------- | ------------------ | -------- | -------- |
| 福岡地区水道企業団 （福岡導水）     | 23.1 | 0.7             | 14.4               | 2.8      | 5.2      |
| 福岡県南広域水道企業団 （筑後導水） | 15.5 | 1.4             | 6.7                | 1.3      | 6.1      |
| 佐賀東部水道企業団 （佐賀東部導水） |      | 水利権設定あり※ | 水利権設定あり※    | -        | -        |

- ※2018年現在取水量枠ベース
- ※佐賀東部導水は、筑後大堰手前の揚排水機場において渇水期には取水、洪水期には排水を行う。また渇水期には佐賀西部導水により佐賀西部広域水道企業団にも間接的に供給される。

完成年に福岡大渇水が起こり、江川ダムや那珂川の南畑ダム・脊振ダムが枯渇したが、寺内ダムは普段は使用しないデッドウォーター（死水）も利用して福岡市に水を供給した。
ダム建設に伴い147世帯が水没したが、補償交渉は僅か1年半というスピード妥結となった。これは情報開示を積極的に行い、補償基準を1軒毎に木目細やかに設定・交渉したことで地元住民の信頼を得たことによる。蜂の巣城紛争の教訓を生かした補償交渉でもある。
2023年（令和5年）7月10日、梅雨前線豪雨により増水。午前9時50分ごろから緊急放流を実施した。
ダムは朝倉市内に近い都市型ダムであり、大分自動車道甘木インターチェンジを過ぎ日田方面に走ると左側にダムの姿が見えてくる。ダム湖は「美奈宜湖」（みなぎこ）と呼ばれ地域住民の憩いの場ともなっている。